# NGC 5377
NGC 5377 es una galaxia espiral barrada (SBa) localizada en la dirección de la constelación de Canes Venatici. Posee una declinación de +47° 14' 08" y una ascensión recta de 13 horas, 56 minutos y 16,7 segundos.
A galaxia NGC 5377 fue descubierta el 12 de mayo de 1787 por William Herschel.